# Bharatpur (ciutat)
Bharatpur (hindi भरतपुर) és una ciutat de l'Índia a l'estat de Rajasthan, regió de Mewat. Bharatpur és anomenada també Lohagarh pel fort, però avui dia s'utilitza molt poc. Té una població de 204.560 habitants (2001, el 1881 eren 66.163, el 1891 eren 67.555, i el 1901 eren 43.601, disminució deguda a les darreres fams). És capital del districte de Bharatpur.

## Història
El nom derivaria de Bharata, germà de Rama; un altre germà Laxman, fou la deïtat familiar dels maharajàs de Bharatpur. La ciutat i la fortalesa modernes l'hauria fundat Badan Singh al segle XVII; Badan va establir un estat jat al Mewat amb capital a Deeg; líders jats de la zona foren Gokula, Raja Ram Jat, Churaman i el mateix Badan Singh que van unir als jats i els van convertir en una força amb la que calia comptar. Badan Singh (mort el 1855) va associar al tron al seu fill i li va deixar el govern vers 1730; aquest fill era el maharajà Suraj Mal, que fou el governant més important: el 1733 va arrabassar la fortalesa de Bharatpur al cap jat rival, Khem Karan, al que va matar, i va establir allí la seva capital; el 1753 va saquejar Delhi i en els següents anys va rebutjar els atacs combinats dels imperials i de Holkar i Jaipur, i finalment va derrotar a Holkar a Kumher; el 1761 va conquerir Agra que els jats van conservar fins al 1774, junt amb els districtes d'Agra i Muttra, gran part del territori que després fou l'estat d'Alwar, i part dels districtes de Gurgaon i Rohtak. Suraj va morir el 1763 en lluita contra un esquadró de cavalleria mogol, quan estava caçant a territori imperial. Després el poder de l'estat va disminuir. La ciutat fou assetjada pels britànics de Lord Lake el 1805 i Lord Combermere el 1827.

## Parc Nacional de Keoladeo
Era la reserva de cacera dels maharajas de Bharatpur i una de les majors àrees per aus aquàtiques migratòries. Hi ha 364 espècies d'aus. El nom deriva d'un antic temple dedicat a Xiva. Està declarat patrimoni de la humanitat.

## Llocs d'interès
- Keoladeo National Park
- Lohagarh Fort
- Museu del Govern
- Palau
- Jawahar Burj i Fatej Burj
- Fort Deeg (rodalia)
- Gopal Bhavan (rodalia)